# Germanus (Byzantijns generaal)
Germanus (Oudgrieks: Γερμανός) (rond 500 – Serdica, 550) was een Oost-Romeinse (Byzantijnse) veldheer.
Germanus was een van de belangrijkste commandanten van keizer Justinianus I, die bovendien zijn neef was. Als zodanig maakte Germanus deel uit van de Justiniaanse dynastie. Hij bekleedde commandoposten in Thracië, Noord-Afrika en aan het oostfront tegen het Sassanidische Perzië. Toen hij plotseling stierf stond hij op het punt de laatste Byzantijnse expeditie tegen de Ostrogoten te leiden. Aangezien hij in zijn tweede huwelijk was getrouwd met Mathesuntha maakte hij ook deel uit van de koninklijke Gotische dynastie van de Amalen. Tot zijn overlijden werd hij gezien als de toekomstige opvolger van Justinianus.

## Afkomst en vroege carrière

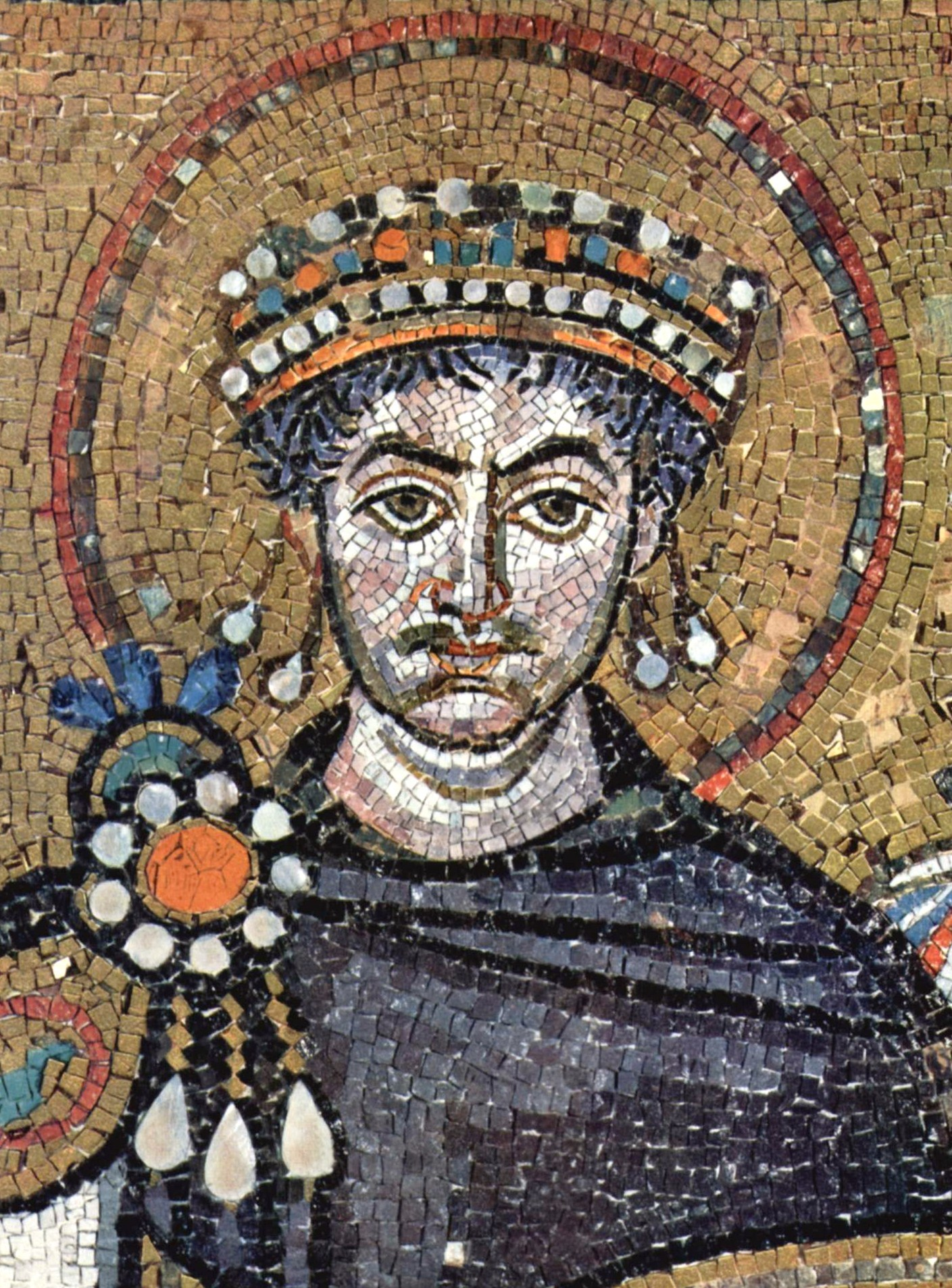
Keizer Justinianus I (regeerde van 527 tot 565).

Germanus werd voor 505 geboren. Keizer Justinus I, die van 518 tot 527 regeerde, was een oom van hem. Hij was dus een neef van keizer Justinianus I, die van 527 tot 565 regeerde. Volgens een uitlating van Jordanes in de Getica was Germanus een afstammeling van de adellijke Romeinse clan van de Anicii.
De exacte aard van hun relatie is niet bekend. Theodor Mommsen uitte de hypothese dat zijn moeder mogelijk een dochter van Anicia Juliana was. Tijdens het bewind van keizer Justinus I bekleedde hij reeds hoge functies (hij wordt in een brief uit 519 door paus Hormisdas aangeduid als een vir illustris. Uiteindelijk werd hij tot magister militum per Thraciae benoemd. In die hoedanigheid behaalde hij een verpletterende overwinning op een invasie van de Antae.
In 536 werd hij tot ereconsul verheven. Ook werd hem de rang van patricius verleend en bekleedde hij de post van magister militum praesentalis. In dat jaar werd hij naar Noord-Afrika gestuurd om daar Solomon als militaire commandant op te volgen en een grootschalige muiterij van de Byzantijnse troepen, geleid door Stotzas te onderdrukken. Zijn ambtstermijn daar werd door Procopius als een groot succes beschreven. Door verzoenend op te treden en betalingsachterstanden uit te betalen won hij de loyaliteit van een groot deel van de muitende leger. Daarna wist hij in het voorjaar van 537 de resterende rebellen onder Stotzas in de Slag van Scalas Veteres te verslaan. Hij stabiliseerde de situatie door een andere samenzwering onder zijn troepen neer te slaan en de discipline in het leger verder te herstellen.
In 539 werd Germanus door keizer Justinianus teruggeroepen. In het jaar 540 werd hij na de uitbraak van de Lazische Oorlog met het Sassanidische Perzië naar Antiochië gestuurd. Zwaar in de minderheid tegen de Perzen trok hij zich echter terug naar Cilicië. Nog in hetzelfde jaar bleek hij niet in staat om de catastrofale plundering van Antiochië te voorkomen. In het volgende jaar nam Belisarius het bevel in het Oosten over. Germanus keerde terug naar Constantinopel.

## Samenzwering van Artabanes
Tegen 548 werd Germanus als de invloedrijkste van keizer Justinianus' familieleden erkend. Hij werd als zijn meest waarschijnlijke troonopvolger gezien, hoewel dit nooit formeel werd uitgesproken. In het jaar 548 werd zijn positie verder versterkt door de dood van keizerin Theodora, die een intense hekel aan hem had. Zijn gezag aan het hof was zodanig, dat er door de ontevreden generaal Artabanes en diens neef Arsaces een plot werd beraamd om keizer Justinianus te vermoorden en hem door Germanus te vervangen. De samenzweerders dachten dat Germanus wel gunstig tegenover hun plannen zou zijn, aangezien hij ontevreden was over de bemoeienis van keizer Justinianus in de regeling van de nalatenschap van zijn onlangs overleden broer Boraides
De samenzweerders vertelden eerst Justinus, de oudste zoon van Germanus van hun voornemens. Hij bracht op zijn beurt zijn vader op de hoogte, die daarna overleg voerde met de comes excubitorum, Marcellus. Om meer te weten te komen over hun voornemens, sprak Germanus af om de samenzweerders in eigen persoon te ontmoeten, terwijl Leontius, een vertrouwde medewerker van Marcellus, zich in de buurt verstopte en meeluisterde. Marcellus stelde daarna keizer Justinianus op de hoogte. De samenzweerders werden gearresteerd, maar werden met opmerkelijke clementie behandeld. In eerste instantie werden Germanus en zijn zonen ook verdacht, totdat de getuigenis van Marcellus hen van elke blaam zuiverde.

## Opperbevelhebber en overlijden
In de tussentijd had de Gotische Oorlog tegen de Ostrogoten in Italia voor het Byzantijnse Rijk een ongunstige wending genomen. De Gotische koning Totila was erin geslaagd om het grootste deel van het Italiaanse schiereiland weer terug te veroveren op de Byzantijnse troepen. In 549 besloot keizer Justinianus daarom om een groot expeditieleger naar Italia te sturen, met Germanus als opperbevelhebber. De keizer veranderde echter al snel van mening en benoemde in plaats daarvan de patricius Liberius als legeraanvoerder; dit alvorens in zijn geheel van de expeditie af te zien.
In 550 besloot keizer Justinianus echter alsnog om Germanus als opperbevelhebber van een Italiaanse expeditie te benoemen. Germanus sloeg zijn hoofdkwartier op in Serdica (het moderne Sofia, de hoofdstad van het huidige Bulgarije). Hier begon hij met de opbouw van een leger. Volgens Procopius was zijn roem onder zowel Byzantijnse als barbaarse soldaten zodanig, dat zij toestroomden om zich onder zijn banier te scharen. Zelfs een Slavische invasie op weg naar Thessaloniki zou naar verluidt een ander doel in Dalmatië hebben gekozen, toen het nieuws bekend werd dat hij het commando in Thracië op zich had genomen.
Germanus nam ook een stap waarvan hij hoopte dat deze de weerstand, die van de Ostrogoten verwachtte te ondervinden, significante in betekenis zou doen afnemen: hij nam als zijn tweede vrouw Matasuntha, de voormalige koningin van de Goten en een kleindochter van Theodorik de Grote, en de laatste overlevende erfgenaam van de koninklijke dynastie van de Amalen. Vertellingen van tijdgenoten suggereren wel degelijke een effect van deze onverwachte beslissing. In combinatie met nieuws over de massale militaire voorbereidingen, produceerde dit zowel een effect op de Goten in Italia, alsook op de vele Byzantijnse overlopers in de Gotische gelederen. Men ontving in Byzantium sommige berichten verzonden, waar men aankondigde zich bij zijn aankomst weer onder Byzantijnse heerschappij te zullen stellen.
Daarnaast markeerde dit huwelijk, dat door keizer Justinianus zelf werd goedgekeurd, Germanus als de erfgenaam van zowel het Oost-Romeinse Rijk als van de Gotische gebieden. Het mocht echter niet zo zijn: slechts twee dagen voor het leger in de vroege herfst van 550 zou vertrekken werd Germanus ziek. Kort daarna overleed hij. Zijn overlijden maakte een einde aan de hoop op verzoening tussen Goten en Romeinen in Italia en leidde tot verdere jaren van bloedvergieten, tot het schiereiland definitief door de Byzantijnen werd veroverd.
Germanus krijgt een zeer gunstige beoordeling in het werk van Procopius. Deze schrijver prijst hem openlijk voor zijn deugd, rechtvaardigheid en vrijgevigheid, maar ook voor zijn energie en zijn vaardigheid als soldaat en bestuurder.

## Familie
Germanus had een broer die Boraides heette en mogelijk ook nog een broer met de naam Justus. Uit zijn eerste huwelijk met Passara had hij twee zonen en een dochter:
- Justinus, waarschijnlijk rond 525/530 geboren, werd in het jaar 540 consul en diende tegen het einde van de regering van keizer Justinianus als generaal.
- Justinianus, generaal.
- Justina, geboren rond 527. Zij huwde rond 545 huwde met de generaal Johannes, neef van de generaal en rebel Vitalianus.

Uit zijn latere huwelijk met Matasuntha had hij een zoon, die ook Germanus heette. Deze werd na de dood van zijn vader eind 550, begin 551 geboren. Verder is er niets met zekerheid over deze zoon bekend, hoewel er wel theorieën zijn. Mogelijk is hij dezelfde persoon als de patricius Germanus, een vooraanstaande senator in de regeerperiode van keizer Mauricius (regeerde van 582-602). De dochter van deze Germanicus trouwde met de oudste zoon van Mauricius, Theodosius. Michael Whitby identificeert de jongere Germanus met Germanus, een schoonzoon van keizer Tiberius II Constantijn en keizerin Ino Anastasia.

## Voetnoten
1. ↑  Kan ook tien jaar eerder of later zijn geweest. In 519 wordt hij door paus Hormisdas in een brief over een onderhandeling over een kerkelijk schisma aangesproken als "vir inlustris".
2. 1 2  Martindale, Jones, Morris, 1980, p. 505.
3. 1 2 3 4  Kazhdan, 1991, p. 846
4. 1 2  Bury, 1958, p. 255.
5. 1 2 3 4  Martindale, Jones, Morris, 1980, p. 506.
6. ↑  Procopius. De Bello Vandalico, II.XVI-XIX.
7. ↑  Bury, 1958, p. 144-145
8. ↑  Bury, 1958, p. 96-97
9. ↑  Martindale, Jones, Morris, 1980, blz. 506-507; Bury, 1958, blz. 70-71
10. ↑  Bury, 1958, p. 67
11. ↑  Bury, 1958, p. 67-68
12. ↑  Bury, 1958, p. 68
13. 1 2 3  (en)  Martindale, Jones, Morris, blz. 507
14. 1 2 3  (en)  Bury, blz. 254.
15. ↑  (en)  Bury, 1958, blz. 20.
16. ↑  (en)  Martindale, Jones, Morris, blz 505-506 en blz 528, 531-532
17. ↑  (en)  Whitby, 1988, blz. 7.